# 石碑山角
石碑山角，（北纬22°56'6", 东经116°29'42"）位于惠来靖海镇西南，属于中国广东省惠来县。
石碑山灯塔，1882年清光绪八年初建，数建数毁。现在的灯塔为1989年建成，钢筋混凝土结构，高68米，灯光视距24.5海里，主灯每10秒闪动一次，配有无线电导航系统和雷达应答器等设备，有“亚洲第一航标塔”之称。
1996年，中國政府发布关于领海范围的声明，表明石碑山角是中華人民共和國領海基點之一。